# Josef Teplý
Josef Teplý (1902 – ???) byl československý atlet-běžec.
Byl členem oddílu SK Pardubice. Reprezentoval československo na LOH 1920 v Antverpách, ale nepostoupil z rozběhů.